# جي سونغ هو
جي سونغ هو ( (الكورية: 지성호) ؛ من مواليد 3 أبريل 1982) هو سياسي كوري جنوبي وعضو في الجمعية الوطنية كعضو في حزب قوة الشعب (PPP). ولد في شمال هاميونغ ، كوريا الشمالية، عام 1982، وانشق إلى كوريا الجنوبية عام 2006، حيث عمل على زيادة الوعي بالوضع في كوريا الشمالية ومساعدة زملائه المنشقين.  انتُخب عضوًا في الجمعية الوطنية في الانتخابات التشريعية الكورية الجنوبية عام 2020 .

## نشأته في كوريا الشمالية
وُلد جي في 3 نيسان 1982 بالقرب من معسكر هويريونغ للاعتقال، ونشأ خلال مجاعة كوريا الشمالية في منتصف تسعينيات القرن العشرين. في سنة 1995، توفيت جدته من الجوع. "كانت الأسرة تعيش على طحن لبّ أكواز الذرة وجذور الملفوف"، وفقًا لأحد التقارير. وقال جي لاحقًا: "لم يكن هناك لحم ولا زيت على الإطلاق... أحيانًا نحصل على أعشاب بحرية ونأكل أيضًا الأعشاب الجبلية... في موسم الحصاد، كانت الفئران في الحقول تُخزن البذور في جحورها، فكنا نحفرها. غالبًا ما كانت الفئران تهاجمنا فكنا نضرب بعضها حتى الموت، وكان ذلك يشكل لنا وليمة حقيقية". كل بضعة أيام، كان جي يخرج لسرقة الفحم من القطارات ويحاول مبادلته بالطعام في الأسواق.
في 7 آذار 1996، كان جي، الذي كان حينها في أوائل مراهقته، على متن قطار يسرق الفحم مع والدته وشقيقته، عندما أغمي عليه من الجوع أثناء تنقله بين عربات القطار، فسقط في الفجوة بين العربات. واستعاد وعيه لاحقًا فرأى مؤخرة القطار تبتعد على السكة، وأدرك أن القطار دهس جسده. قال: "كانت قطعة رقيقة جدًا من اللحم هي ما تربط ساقي ببقية جسدي. كان الدم يندفع بغزارة"، وأضاف: "كنت بحاجة إلى إيقاف النزيف. وعندما حاولت التعامل مع ساقي، أدركت أن ثلاثة من أصابعي في يدي اليسرى قد بُترت".
خضع لعملية جراحية استغرقت أربع ساعات ونصف دون تخدير. قال: "كان الأطباء يفكرون فيما إذا كان من الأفضل أن يتركوني أم يجدر بهم إجراء العملية. أمي كانت تتوسل وتبكي، فقرروا أن يجروا العملية... على طاولة العمليات كنت أشعر بكل شيء يُفعل في جسدي. كنت أصرخ بأعلى صوتي... شعرت بالمنشار يقطع عظم ساقي، والمشرط يمزق لحمي. كلما فقدت الوعي من الألم، كان الجراح يصفع وجهي ليبقيني مستيقظًا. المستشفى بأكمله سمع صراخي... أبسط ما فعلوه هو قطع كل شيء. لم يحاولوا إنقاذ إصبعي المتبقيين، فقط قطعوا يدي".
كان والده عضوًا مخلصًا في حزب العمال الحاكم في كوريا الشمالية، لكن الحادث وما تلاه غيّرا وجهة نظره. قال جي لاحقًا لصحيفة ذا غارديان: "عندما جاء والدي لرؤيتي بعد الحادث، أدرك أخيرًا أن من الأهم إنقاذ عائلته بدلًا من خدمة الحزب". وعلى مدى عشرة أشهر، "قام والده برعايته ليعود إلى عافيته من خلال إطعامه قليلاً أكثر من المعتاد، وقد حصل على ذلك من خلال تقليل حصص الطعام المخصصة لباقي أفراد الأسرة". في بعض الأحيان، كان جي يُحمّل والده مسؤولية الحادث، لأنه على الرغم من أن والده كان عضوًا في الحزب، فإن جي كان مضطرًا إلى جمع الفحم من أجل الطعام. وبعد الحادث، "شعر والده بالذنب" وكان "يعتذر له كثيرًا". وفي النهاية أدرك جي "أن الخطأ لم يكن خطأ والده، بل كان خطأ النظام الكوري الشمالي لعدم رعايته لشعبه".
استغرقت فترة تعافي جي حوالي عشرة أشهر من دون أي تأهيل مناسب. وقد أُصيب بعدة التهابات أثناء تلقيه العلاج في المنزل. بذل والده جهدًا إضافيًا للحصول على الأدوية والمضادات الحيوية من السوق. عانى خلال تلك الفترة من العزلة عن المجتمع وصرّح أن أمنيته الوحيدة كانت أن يتمكن من المشي مجددًا. وأثناء تعافيه، اشترت عائلته دواء البنسلين من السوق السوداء. ووفقًا لصحيفة ذا أستراليان، فإن عبوات الدواء "كانت لا تزال تحمل ملصقات الأمم المتحدة التي كشفت أنها كانت من شحنة مساعدات تمت سرقتها".
في إحدى المرات، عبر جي الحدود إلى الصين بحثًا عن الطعام؛ وعند عودته، تم اعتقاله وتعذيبه وصودرت عكازاته. وقال: "ضربني رجال الشرطة بقسوة لمدة أسبوع، ربما أكثر من الهاربين الآخرين. قالوا لي إنني بسبب إعاقتي جلبت العار لكوريا الشمالية، وإن شخصًا بساق واحدة يجب أن يبقى في المنزل". وقد جعله هذا يفقد ثقته في الحكومة الكورية الشمالية. وقال إن هذه الحادثة كانت الدافع الأساسي لرغبته في مغادرة كوريا الشمالية والانتقال إلى بلد آخر.

### الهروب
في سنة 2004، فرت والدة جي وشقيقته من كوريا الشمالية. وفي سنة 2006، هرب جي وشقيقه من الشمال، حيث عبرا نهر التومين إلى الصين. وكاد جي أن يغرق في النهر. وبعد عبور النهر، أصرّ على أن يتركه شقيقه خلفه، حتى لا تؤدي إعاقته إلى القبض عليهما معًا. وبمساعدة جماعات دينية وجهات أخرى، تمكّن جي من عبور الصين. وأخيرًا، اجتمع مع شقيقه مجددًا في كوريا الجنوبية. أما والدته وشقيقته فقد اختفتا بعد فرارهما، ولم يسمع عنهما أي خبر منذ ذلك الحين. وقال إنه غادر الشمال "لأنه كان يبحث عن الحرية. وببساطة، كان يريد أن يُعامل كإنسان".
حاول والد جي عبور الحدود إلى الصين بالطريقة نفسها، لكنه أُلقي القبض عليه وقُتل.

## كوريا الجنوبية
بعد استقراره في كوريا الجنوبية، اعتنق جي سونغ-هو المسيحية، وبدأ بتنفيذ عدة مشاريع لمساعدة الكوريين الشماليين، سواء أولئك الذين لا يزالون في الشمال أو الذين تمكنوا من الهروب إلى الجنوب.
في تقرير صدر في كانون الأول 2011، وُصف جي بأنه "مندمج بشكل جيد" مقارنة بمعظم المنشقين الآخرين، وذُكر أن "أقاربه الناجين قد انضموا إليه". كما أن الدعم الحكومي مكنه من الالتحاق بالجامعة لدراسة القانون. وقد أسس مجموعة باسم "التحرك والوحدة الآن من أجل حقوق الإنسان في كوريا الشمالية"، وهي منظمة "تهدف إلى رفع الوعي بانتهاكات حقوق الإنسان في كوريا الشمالية وقد موّلت انتقال عدد من المنشقين من الصين إلى كوريا الجنوبية". ويقوم أعضاء المجموعة "بحملات ميدانية في نهاية الأسبوع في سيول، يرفعون فيها لافتات ويوزعون منشورات، كما ينظمون محاضرات". وذكر التقرير أن جي "يشعر بالامتنان لحياته الجديدة" كل يوم.
وعند سماعه خبر وفاة كيم جونغ إيل في 17 كانون الأول 2011، قال إنه شعر بمشاعر مختلطة. وأضاف: "عندما سمعت لأول مرة عن وفاة كيم جونغ إيل شعرت بالابتهاج، لكن راودتني أفكار كثيرة. فكرت في وفاة والدي. أندم لأن كيم جونغ إيل مات بسهولة وسعادة. لكنني فكرت، الآن يمكن للشعب الكوري الشمالي أن يحيا حياة أفضل". وأعرب عن أمله في أن تؤدي التغيرات في النظام إلى تحسين أوضاع الشعب الكوري الشمالي. وقال: "أنا أعيش حياة أفضل الآن في كوريا الجنوبية، لكنني أشعر بالأسف تجاه الكوريين الشماليين الآخرين الذين لا يزالون يعانون تحت الديكتاتورية". ووصف الفرق بين الحياتين بأنه "كالفرق بين الجنة والجحيم. في كوريا الشمالية تعيش كآلة". وقال إن الكوريين الشماليين "لم يتعرضوا لغسيل دماغ لعبادة كيم جونغ أون"، وأضاف: "أتوقع ألا يستمر الجيل الثالث من الديكتاتورية طويلاً بسبب هذا الواقع". كما عبّر عن اعتقاده بأن شبه الجزيرة ستتوحّد في حياته.
وفي تقرير صدر في أيار 2012، وُصف جي بأنه طالب قانون، وذُكر أنه كان ينظم تظاهرة صامتة ضد كوريا الشمالية كل أسبوع.
في 11 كانون الأول 2014، ألقى جي كلمة أمام البرلمان البريطاني. وفي ذلك الوقت، أفيد أنه كان يجري أبحاثاً لإعداد كتاب حول إساءة معاملة ذوي الإعاقة في كوريا الشمالية.
في نيسان 2015، قال إن الجزء المفضل لديه في الفيلم الكوميدي "ذا إنترفيو"، الذي يظهر مقتل كيم جونغ أون، هو عندما تقرر المترجمة الكورية الشمالية "سوك"، التي تؤدي دورها ديانا بانغ، الانقلاب على النظام. وعلّق جي قائلاً: "إنه يُظهر أن ذلك ممكن". ووفقاً لما أوردته صحيفة "هوليوود ريبورتر" آنذاك، فإن نشاطات جي "تُدار بميزانية متواضعة، من مكتب صغير لا يتسع لكل صناديق الإمدادات الموجودة فيه". وقال جي إن دافعه هو توفير فرص للشباب الكوريين الشماليين الذين يمرون بظروف مشابهة لما مر به.
في 25 شباط 2017، ألقى جي محاضرة في قاعة دودز ضمن مؤتمر "حقوق الإنسان في كوريا الشمالية". ناقش خلالها إهمال الحكومة الكورية الشمالية لمواطنيها من ذوي الإعاقة، وعدم توفير "الرعاية الطبية الكافية" لهم. وتحدث عن الحنين النفسي الذي يعانيه العديد من المنشقين تجاه أفراد أسرهم، وذكر أن من بين أكبر التحديات التي واجهها المنشقون خلال رحلتهم كانت عدم تمكنهم من الهروب مع أقاربهم كبار السن، لأن طبيعة الرحلة كانت مرهقة ومتعبة، ما أدى إلى وفاة العديد من كبار السن أو اعتقالهم.
في 30 كانون الثاني 2018، حضر جي خطاب "حال الاتحاد" في الولايات المتحدة، بدعوة من الرئيس الأميركي دونالد ترمب، الذي روى قصة فرار جي من كوريا الشمالية، واصفاً إياها بأنها "دليل على توق كل روح بشرية للعيش في الحرية".

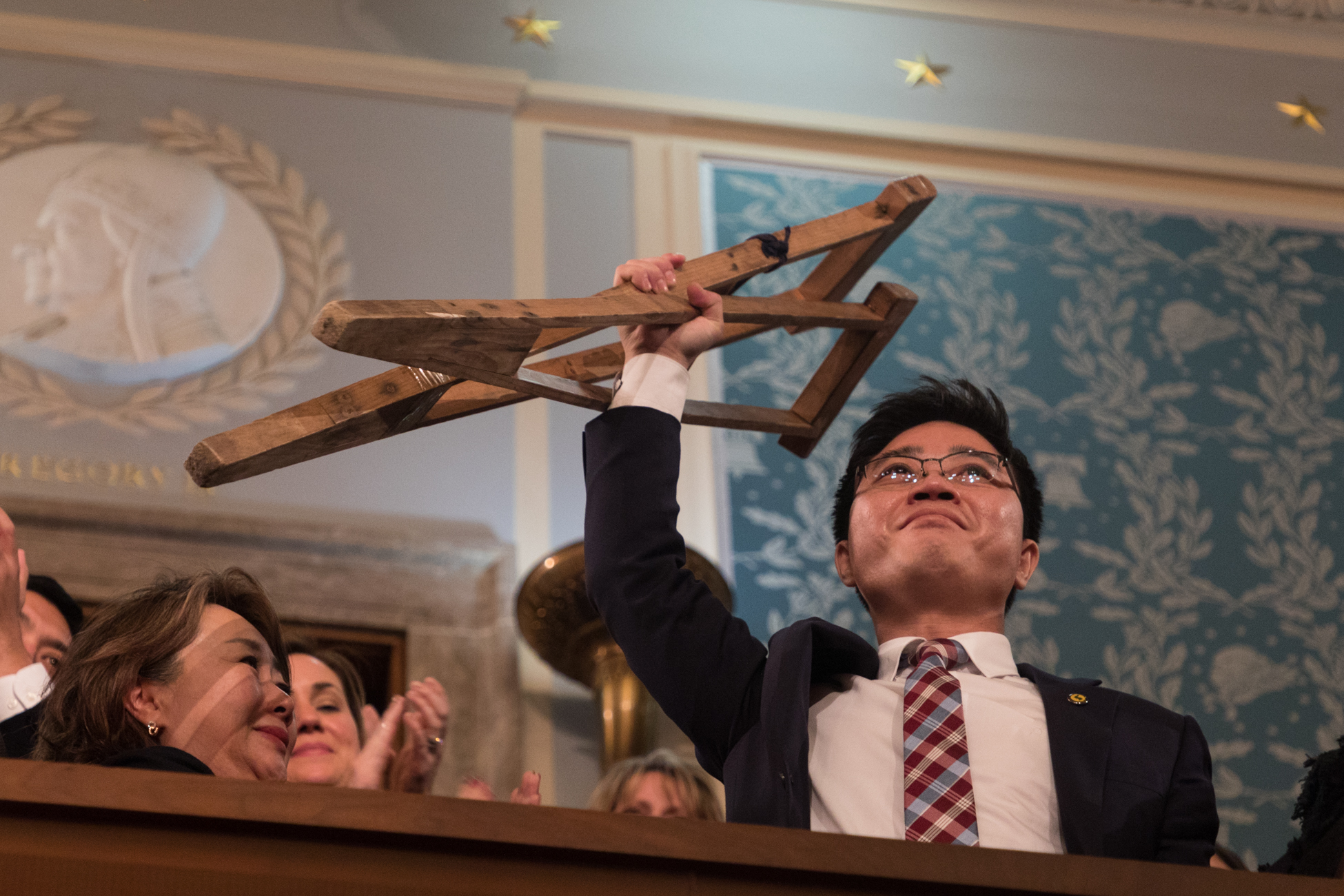
جي يحمل عكازاته القديمة في خطاب حالة الاتحاد لعام 2018

### عضو في الجمعية الوطنية
ترشّح جي في انتخابات الجمعية الوطنية الكورية لعام 2020 كعضو في حزب كوريا المستقبل، وهو الحزب الشقيق لحزب كوريا المتحدة المستقبل، وفاز بعضوية الجمعية الوطنية.
في أيار 2020، قدم جي اعتذاراً للناخبين بعد أن صرح بأنه كان متأكداً بنسبة 99% من وفاة كيم جونغ أون خلال فترة غياب الأخير عن الإعلام لثلاثة أسابيع. وقد انتقد الحزب الديمقراطي تصريحه ووصفه بالإهمال، ودعا بعض أعضائه إلى استبعاده من لجنتي الاستخبارات والدفاع.

### المحافظ
في أيار 2024، أنهى جي مهامه كنائب في الحزب الحاكم "قوة الشعب". وفي 14 آب 2024، تم تعيينه محافظاً لمقاطعة هامغيونغ الشمالية، وهو منصب على مستوى نائب وزير في وزارة الداخلية والسلامة. ونظراً لكون المقاطعة تحت سيطرة كوريا الشمالية، فإن المنصب يُعد رمزياً إلى حد كبير.

## الآراء
في مقابلة صحفية، صرح جي قائلاً: "أعتقد أن الحرية تعني أن تكون قادراً على فعل ما تشاء دون أن تؤذي الآخرين. الحرية ليست شيئاً تمنحه الحكومة، بل هي حق منحه الله للإنسان منذ ولادته....عندما كنت في كوريا الشمالية، كان لدي فهم غامض لما تعنيه الحرية....كنت أظن أن الحرية أو الحقوق تُمنح من قبل القائد العظيم. كل شيء كان خاضعاً له".
وفي مقالات نشرتها الصحافة البريطانية في كانون الأول 2014، أُشير إلى أقوال جي وعدد من المنشقين، والتي تفيد بأن كوريا الشمالية "تقوم بتطهير منهجي لسكانها من ذوي الإعاقات، وذلك من خلال إخفائهم عن الأنظار، وإخضاعهم لتجارب بالأسلحة الكيميائية، وخصيهم". وقال جي إن النظام "يشعر بالإهانة" من وجود ذوي الإعاقة، وإن "الأطفال المولودين بإعاقات عقلية أو جسدية يُنتزعون من المستشفيات ويتعرضون لأشياء لا توصف حتى يموتوا". وأشار إلى أن النظام يعلن: "لا يوجد أشخاص ذوو إعاقة تحت حكم عائلة كيم"، و"الجميع متساوون ويعيشون حياة جيدة"....في حين أن الأطفال ذوي الإعاقة يُؤخذون بعيداً، ويتعرضون لمعاناة لا توصف حتى يموتوا". كما قال إن اثنين من المنشقين أخبراه عن قرية في منطقة جبلية نائية، جُعلت فعلياً مأوى للأشخاص المصابين بالتقزّم. وأوضح أن الرجال القزم "خُصوا حتى ينقرضوا. ولم يتبقَ أحد هناك الآن".
وفي تشرين الأول 2021، صرّح جي بأن شخصية "كانغ ساي-بيوك" من مسلسل "لعبة الحبار" كانت تمثيلاً واقعياً لحال المنشقين الكوريين الشماليين، وأشار إلى أنها تعكس حقيقة ما يعيشه المنشقون في كوريا الجنوبية. واعتبر أن غالبية المنشقين الكوريين الشماليين ينتمون إلى فئات ضعيفة، وأن قصة ساي-بيوك تمثل واقعاً حقيقياً.

## روابط خارجية
- جي سونغ هو نسخة محفوظة June 24, 2018, على موقع واي باك مشين. مقابلة مع مجموعة الحرية
- منظمة العمل والوحدة الآن من أجل حقوق الإنسان في كوريا الشمالية (NAUH)
- نبذة عن جي سونغ هو في لجنة المقاطعات الخمس الكورية الشمالية

 كوريا الشمالية